# Stylaster galapagensis
Stylaster galapagensis är en nässeldjursart som beskrevs av Stephen D. Cairns 1986. Stylaster galapagensis ingår i släktet Stylaster och familjen Stylasteridae. Inga underarter finns listade i Catalogue of Life.